# Adam & Eve (album)
Adam & Eve è l'ottavo album discografico in studio del gruppo musicale svedese rock progressivo dei Flower Kings, pubblicato nel 2004. 

## Tracce
1. Love Supreme – 19:50
2. Cosmic Circus – 3:00
3. Babylon – 2:41
4. A Vampire's View – 8:50
5. Days Gone By – 1:10
6. Adam & Eve – 7:50
7. Starlight Man – 3:30
8. Timelines – 7:40
9. Driver's Seat – 18:22
10. The Blade of Cain – 5:00

## Formazione
- Roine Stolt - voce, chitarre, tastiere
- Tomas Bodin - tastiere
- Hasse Fröberg - voce, chitarre
- Jonas Reingold - basso
- Zoltan Csörsz - batteria
- Hasse Bruniusson - percussioni
- Daniel Gildenlöw - voce